# Никола Шоћ
Никола Шоћ (Будва, 15. август 1986) је црногорски глумац и манекен најпознатији по улози Боћа у серији Будва на пјену од мора.

## Биографија
Пореклом је из Будве, а јавности је постао познат након учешћа у ријалити програму Сурвајвор VIP: Костарика. Глумио је Боћа у серији Будва на пјену од мора, а затим Гошу у филму и серији Бисер Бојане.Поред глуме бави се и манекенством.